# Mark Rashid
Mark Rashid est un entraîneur de chevaux américain originaire du Colorado. En plus de l'équitation, il a longtemps pratiqué l'aïkido. Il défend la notion de leadership non-prédateur pour une meilleure communication humain-cheval. Il donne des stages dans de nombreux pays.
Pratiquant dans la tradition de l'équitation western, sa philosophie consiste à comprendre le point de vue du cheval et à résoudre des problèmes avec la communication plutôt qu'avec la force. Selon sa méthodologie la relation entre le cheval et le cavalier est un "partenariat", dans lequel le cheval prend volontairement la direction du cavalier, plutôt qu'un cavalier dominant dirigeant un cheval soumis.